# Psycho (Asking Alexandria)
Psycho è un singolo del gruppo musicale britannico Asking Alexandria, pubblicato il 16 giugno 2023 come secondo estratto dall'ottavo album in studio Where Do We Go from Here?.

## Descrizione
Il brano si caratterizza per sonorità che incrociano lo stile pesante ma melodico che il gruppo ha sperimentato con il terzo album From Death to Destiny con quelle più sperimentali tipiche del sesto album Like a House on Fire, avvertibili specialmente nelle strofe. Secondo il chitarrista Ben Bruce, il processo di realizzazione di Psycho è stata un'esperienza piacevole per gli Asking Alexandria, che hanno avuto modo di sperimentare maggiormente con la musica, mentre riguardo al testo è stato scelto un approccio più serio:

## Promozione
Il brano è stato distribuito digitalmente accompagnato dalla b-side Bad Blood (che presenta sonorità più pesanti), venendo inoltre scelto come primo singolo radiofonico effettivo dal disco. Il singolo ha ottenuto un buon successo negli Stati Uniti d'America, conquistando nel settembre 2023 la vetta della Mainstream Rock Airplay stilata da Billboard e divenendo pertanto il secondo nella carriera del gruppo a raggiungere tale obiettivo.

## Video musicale
Il video, diretto da Wombat Fire, è stato reso disponibile in concomitanza con il lancio del singolo attraverso il canale YouTube del gruppo.

## Tracce
Testi e musiche di Danny Worsnop, Benjamin Bruce, James Cassells, Matt Good e Paul Alexander Bartolome.
1. Psycho – 3:56
2. Bad Blood – 3:30
3. Dark Void – 3:52

## Formazione
Hanno partecipato alle registrazioni, secondo le note di copertina di Where Do We Go from Here?:
Gruppo
- Sam Bettley – basso
- Ben Bruce – chitarra
- James Cassells – batteria
- Cameron Liddell – chitarra
- Danny Worsnop – voce

Produzione
- Matt Good – produzione, missaggio
- Howie Weinberg – mastering
- Will Borza – mastering

## Classifiche
| Classifica (2023)             | Posizione massima |
| ----------------------------- | ----------------- |
| Stati Uniti (hard rock)       | 14                |
| Stati Uniti (mainstream rock) | 1                 |